# Thuidium erosifolium
Thuidium erosifolium là một loài rêu trong họ Thuidiaceae. Loài này được S.Y. Zeng mô tả khoa học đầu tiên năm 1990.